# Уголовный розыск
Уголо́вный ро́зыск (УГРО, УгРо, УР) — специальная оперативная служба полиции, входящая в структуру органов внутренних дел, в задачу которой входит предупреждение, пресечение, раскрытие готовящихся, либо совершённых преступлений общеуголовной направленности, розыск лиц, скрывшихся от следствия и суда, и без вести пропавших граждан, а также установление личности неопознанных трупов. Сотрудники уголовного розыска, осуществляют оперативно-розыскные мероприятия (перечень указан в ФЗ «Об оперативно-розыскной деятельности»), оказывают оперативное сопровождение в ходе расследования уголовных дел. В последние годы введена практика принятия процессуальных решений сотрудниками уголовного розыска по материалам проверки (если в материале проверки не усматривается состав преступления, решение об отказе принимает сотрудник УР).

## История

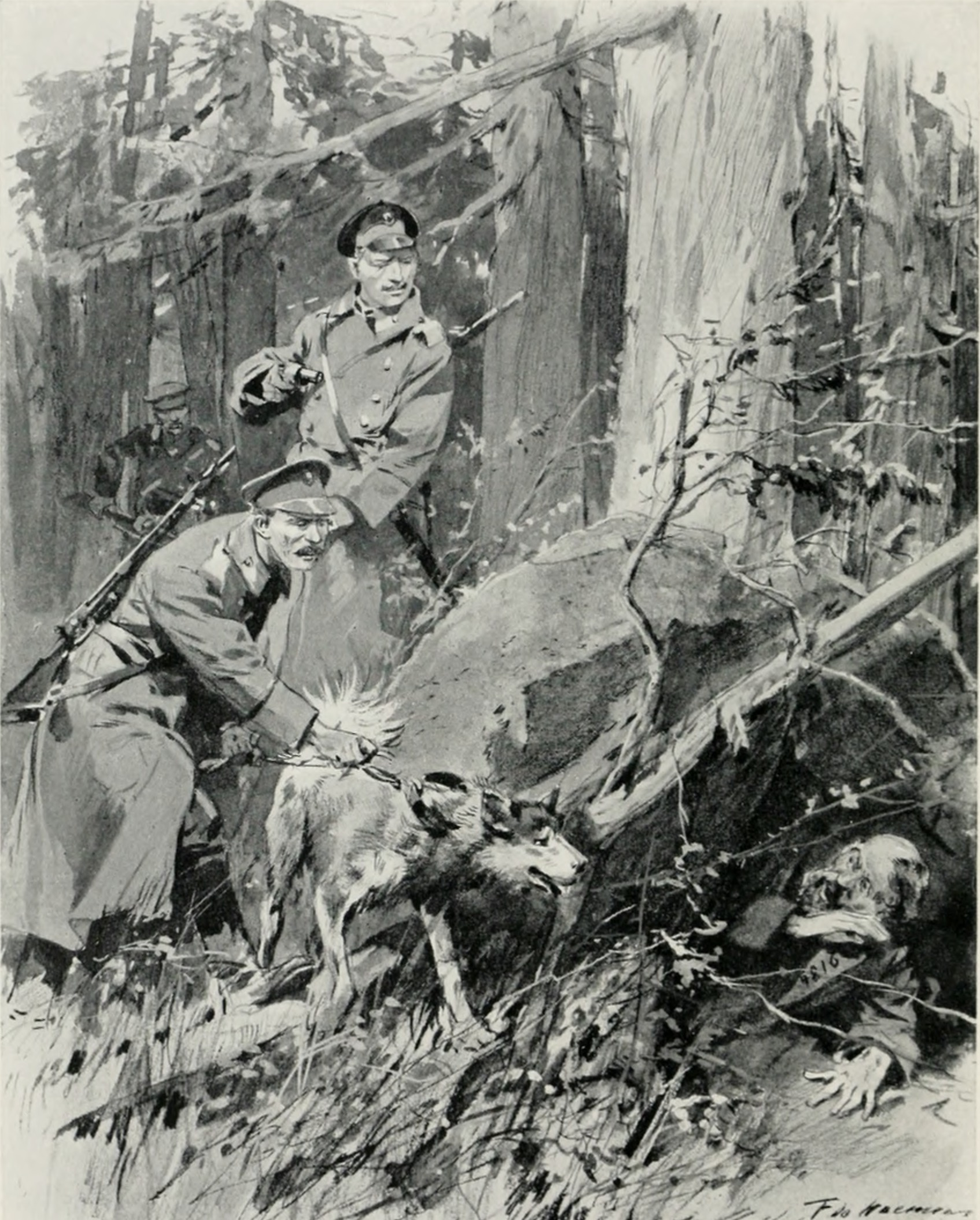
Фредерик де Ханен Охота за заключенным (ок. 1913)

### XIX век

#### Российская империя
До 1917 года функции уголовного розыска (УР) в Российской империи исполнял уголовный сыск.
На одинаковых правах с полицией производило розыски: начальство — по преступлениям должности, чины корпуса жандармов — по преступлениям государственным.
Царская полиция была упразднена 11 марта 1917 года. При Министерстве юстиции было образовано Бюро уголовного розыска, куда вошли прежние сыскные отделения. Эти структуры действовали до образования уголовно-сыскных аппаратов в составе НКВД.

#### Великобритания, США
В обвинительном процессе первоначальное собирание доказательств по уголовному делу возлагалось на обвинителя. В Англии и Америке розыск производился частными лицами, которым государство возмещало понесённые расходы, давало значительные права по раскрытию преступления (в некоторых случаях — даже право личного задержания обвиняемого) и обеспечивало содействие полиции. Наравне с частными лицами в качестве обвинителей выступали органы полиции, мировые судьи и заменяющие их судебные органы. Собранные обвинителем доказательства составляли его тайну и предъявлялись им суду только тогда, когда он сам найдёт это нужным.

#### Австрия, Германия
В Австрии, по уставу 1883 года, собрание необходимых для формулирования обвинения доказательств было возложено на прокурора или частного обвинителя, которые производили Р. (Erforschung) или непосредственно, или при помощи полиции; они могли просить следственного судью произвести отдельные следственные действия или всё предварительное следствие. В Германии, по уставу 1876 года, розыск сосредоточивался в руках обвинителя, то есть почти исключительно прокуратуры. Для производства розыска (Scrutinialverfahren) прокуратура обращалась к помощи полиции, которая имела право производить осмотры и допрашивать обвиняемых и свидетелей без присяги.

#### Франция
Во Франции производство розыска лежало на обязанности судебной полиции, подчинённой прокурорскому надзору.

### XX век

#### СССР

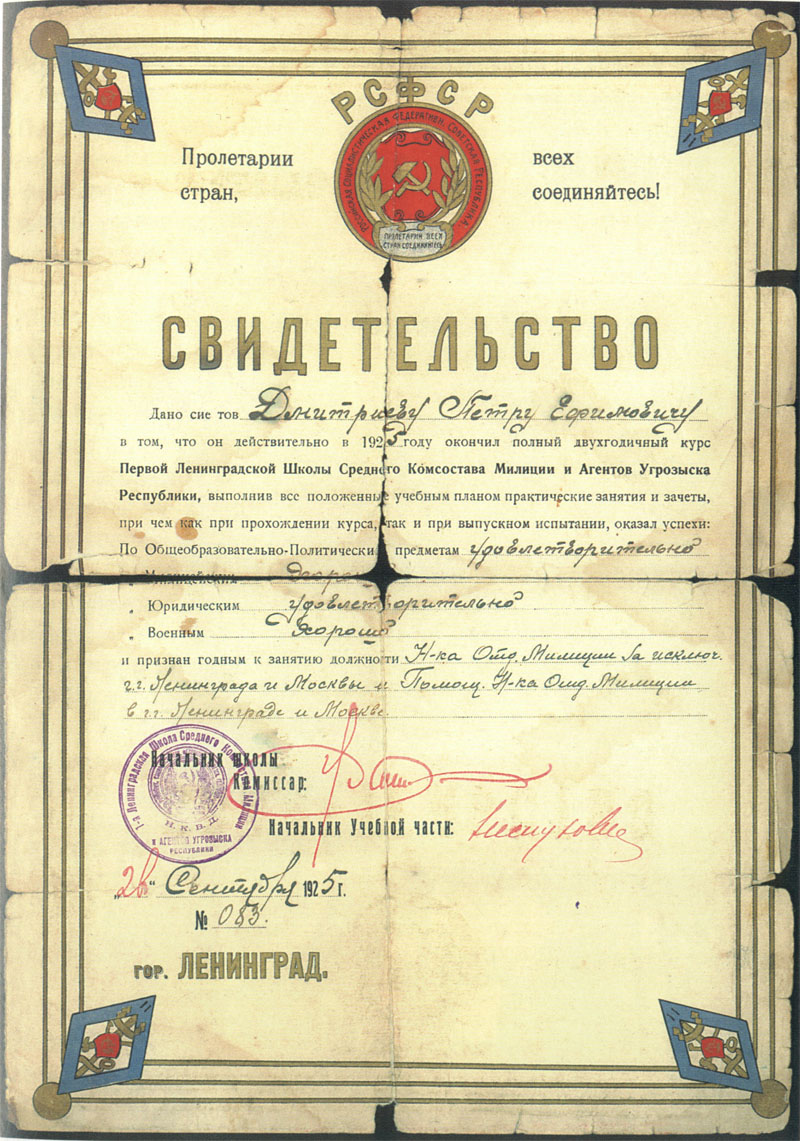
Свидетельство об окончании школы агентов Уголовного розыска. Ленинград, 1925

В составе НКВД РСФСР уголовный розыск был создан 5 октября 1918 года Постановлением НКВД РСФСР, утвердившим «Положение об организации отделов уголовного розыска», в котором излагались основы организации и задачи этой службы :
«В различных пунктах РСФСР для охраны революционного порядка путём негласного расследования преступлений уголовного характера и борьбы с бандитизмом учреждается на основании следующего положения при всех губернских управлениях советской рабоче-крестьянской милиции в городах как уездных, так и посадах с народонаселением не менее 40 000 — 45 000 жителей отделения уголовного розыска…
Все существующие ныне уголовно-разыскные учреждения должны быть реорганизованы и изменены согласно данному положению…».
Общее руководство уголовным розыском на местах было возложено на организованное в составе Главного управления рабоче-крестьянской милиции НКВД РСФСР Центральное управление уголовного розыска Центророзыск.
В 1919 году аналогичные подразделения стали создаваться и в других населённых пунктах. К сентябрю того года уголовно-разыскные отделения функционировали в 62 городах. При УР сформировались первые научно-технические подразделения: кабинет судебной экспертизы, регистрационное бюро и дактилоскопическое бюро.

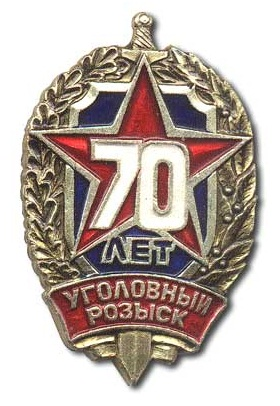
Юбилейный значок 70 лет уголовному розыску МВД СССР.
1988 год

На первом этапе УР использовался в основном для борьбы с политическими противниками. Но уже с 1920 года основным направлением его деятельности становится борьба с уголовной преступностью, в основном с крупными бандами и организованными преступными сообществами.
С 1922 года УР являлся самостоятельной Службой органов внутренних дел. С августа 1923 года по декабрь 1927 года общее руководство УР РСФСР осуществлял Отдел уголовного розыска Центрального административного управления НКВД РСФСР. Позже он стал самостоятельным отделом НКВД.
В 1928 году в соответствии с новой Инструкцией в аппаратах УР введён линейный принцип работы и сформирована новая структура подразделений. В мае 1931 года УР включён в состав органов милиции. В 1937 году одно из направлений работы УР — борьба с хищениями государственной и общественной собственности и спекуляция — было оформлено как самостоятельное. В результате появилась Служба по борьбе с хищениями социалистической собственности (ОБХСС).
Во время Великой Отечественной войны УР, помимо своих основных обязанностей, активно занимался борьбой с диверсиями, вредительством, мародёрством, паникёрством и дезертирством. Многие сотрудники УР вошли в состав истребительных отрядов, уничтожавших разведывательные группы противника и совершавших диверсии в тылу врага. Кроме того, из работников уголовного розыска и ОБХСС были сформированы прифронтовые оперативные группы НКВД, созданные для розыска и задержания не успевших эвакуироваться предателей и полицаев, а также для помощи отделам СМЕРШа и органам НКГБ в поиске агентуры противника на освобожденных от противника территориях.
17 октября 1949 года УР, как и вся Советская милиция из МВД СССР были переданы в Министерство государственной безопасности (МГБ).
В 1950 году Управление уголовного розыска было переименовано в Управление уголовного сыска, а согласно приказу МГБ СССР от № 0049 от 19 января 1951 года наименование должности «оперуполномоченный уголовного розыска\ОБХСС» было изменено на «сыщик уголовного розыска\ОБХСС». Этим же приказом были введены должности «Старший сыщик, Сыщик и Младший Сыщик уголовного розыска\ОБХСС». Однако в 1954 году уголовный сыск вновь переименован в уголовный розыск, а приказом МВД СССР № 048 от 30 января 1954 года наименование должности «сыщик уголовного розыска\ОБХСС» было обратно изменено на «оперуполномоченный уголовного розыска\ОБХСС».
В 1970-х годах в советской милиции наименование должности «оперуполномоченный уголовного розыска\ОБХСС» было изменено на «инспектор уголовного розыска\ОБХСС», но в начале 1980-х должности оперативного работника органов милиции было возвращено историческое название.
За последующие годы развитие УР шло по восходящей линии. Накапливался опыт, расширялась научно-техническая база, были созданы подразделения по раскрытию преступлений прошлых лет, внедрялись новые методики.
В 1974 году в составе УР созданы подразделения «А».
В 1973 году в УР передана профилактическая служба; в 1977 году в его составе созданы инспекции по делам несовершеннолетних. В 1989 году после создания самостоятельной профилактической службы эти линии работы были выведены из компетенции УР.
В зависимости от органа внутренних дел, в штат которого входит подразделение уголовного розыска, МВД СССР имело следующую структуру УР:
- МВД СССР, МВД РСФСР, МВД УССР — Главное управление уголовного розыска (ГУУР);
- МВД союзной республики, МВД автономных республик, краевые УВД, УВД крупных областей ГУВД городов союзного и республиканского подчинения (Москвы, Ленинграда, Киева и других)-- Управление уголовного розыска (УУР);
- УВД области, УВД на транспорте, ГОВД крупных промышленных центров (как правило города с населением свыше 200000 человек) — отдел уголовного розыска (ОУР)
- ГОВД, ЛОВД, городские отделы милиции в городах союзного и республиканского подчинения, линейные отделы милиции (транспортная милиция) — отделения уголовного розыска (ОУР);
- Городские и поселковые отделения милиции (ГОМ, ПОМ)-- группа уголовного розыска (ГУР).

Внутри уголовного розыска главные управления включали в свой состав управления, управления отделы, отделы отделения, отделения группы.
Главное управление уголовного розыска имело в своей структуре следующие управления:
- Управление «А» — агентурное управление;
- 1 управление — аналитическое управление;
- 2 управление — управление по раскрытию преступлений против личности (убийства, причинение тяжких телесных повреждений, изнасилования);
- 3 управление — управление по раскрытию корыстных преступлений (кражи, грабежи, разбои, мошенничества, угоны автотранспорта);
- 4 управление — управление по раскрытию преступлений, совершенных несовершеннолетними;
- 5 управление — управление по розыску лиц, скрывшихся от следствия и суда, без вести пропавших граждан и установлению личности неопознанных трупов;
- 6 управление — управление по борьбе с групповыми и организованными преступными проявлениями (ранее управление по борьбе с бандитизмом);
- 7 управление — управление негласного наблюдения (ранее наружного наблюдения);
- 8 управление — управление по борьбе с незаконным оборотом наркотических средств;
- Штаб;
- отдел кадров.

Соответственно, Управления и отделы нижестоящих ОВД имели подразделения с аналогичными функциями (в управлениях отделы, в отделах отделения, в отделениях группы, в группах сотрудники, закрепленные за линиями работы).
В Российской Федерации и некоторых республиках бывшего Союза Главные управления уголовного розыска МВД переименованы в Департаменты.
С середины 1980-х годов сотрудники УР принимали участие в предотвращении и раскрытии преступлений, совершённых на почве межэтнических конфликтов на территории бывшего СССР. В этот период из УР выделились и образовались самостоятельные службы подразделений по борьбе с организованной преступностью и наркоманией.

## Современность

### Российская Федерация и Украина

Эмблема уголовного розыска МВД России

5 октября 1918 года Наркомат внутренних дел РСФСР утвердил Положение об организации отделов уголовного розыска. В этом же месяце было создано Центральное управление уголовного розыска — Центророзыск.
С 2000 года аппараты УР входят в состав криминальной милиции.
Практическая деятельность сотрудников уголовного розыска в основе своей носит разведывательный характер и в значительной степени представляет собой исследовательскую работу, а труд их имеет интеллектуальную направленность. Не случайно людей, работающих в этой службе, называют гвардией российской полиции.
В соответствии со статьёй 210 УПК Российской Федерации, розыск входит в понятие дознания и включает в себя все меры удостоверения в событии преступления, на принятие которых уполномочена полиция; из числа этих мер закон указывает словесные расспросы и негласное наблюдение, но кроме того, к розыску могут быть отнесены осмотры местности, потерпевшего и всякого рода предметов, даже при помощи экспертов, меры для отыскания и охранения следов преступления, для разыскания виновника преступления и т. п.; все эти меры полиция имеет право применять, если они не влекут за собой личного принуждения против обвиняемых или свидетелей; так, например, полиция может осмотреть вещи, оставленные вероятным виновником на месте преступления, делать публикации в газетах, сноситься с должностными лицами и местами о розыске обвиняемого и т. п. Полиция не имеет права вызывать кого-либо в качестве свидетеля и налагать на не явившихся денежный штраф; никто не обязан давать свидетельские показания по требованию полиции; полиция не уполномочена составлять протоколы о показаниях свидетелей. В виде исключения полиция вправе производить допрос:
- а) обвиняемого — в случае неприбытия следователя в течение суток после привода обвиняемого, чтобы поставить его в известность о причинах задержания,
- и б) свидетелей, когда кто-либо из них окажется тяжко больным и может до прибытия следователя умереть.

Ежегодно 5 октября, в день создания уголовного розыска, сотрудники уголовного розыска отмечают свой профессиональный праздник. В этот день, как правило, сотрудникам, отличившимся в службе, вручают государственные и ведомственные награды, а также почётные грамоты и благодарности. Основной задачей уголовного розыска сегодня по-прежнему остаётся защита личности от преступных посягательств на жизнь, свободу и имущество.
Структура уголовного розыска Российской Федерации почти полностью идентична Советской, с той только разницей, что отдельные территориальные УВД и ОВД получили более высокий статус и, соответственно увеличен штат подразделений УР, а также из состава УР в самостоятельные службы выведены некоторые структурные подразделения и, в свою очередь, сформированы новые.
В конце 1980-х годов из состава УР в отдельную службу выведено 7-е управление.
В 1990-е годы из состава УР РФ и Украины в отдельные службы выведены 4-е, 6-е, 8-е управления.
Впоследствии, с разграничением обязанностей РУБОП (так же — УБОП, в крупных городах — ГУБОП) и уголовного розыска, в структуре УР были восстановлены 6-е подразделения. Этому послужило то обстоятельство, что раскрытие фактовых преступлений, совершенных членами организованных преступных группировок являлось непосредственной прерогативой уголовного розыска, в то время, как в обязанности РУБОП входила непосредственная разработка членов ОПГ и документирование их преступной деятельности.
В 1998 г. отделения уголовного розыска России переименованы в криминальную милицию, а затем (в 2011 году) — в Криминальную полицию.
В 2008 г. отделения уголовного розыска Украины переименованы в сектора.
Пенсия полковника уголовного розыска с 40-летней выслугой достигает в России в 2017 году 35 000 рублей в месяц, что составляет около 10 % должностного оклада действующего полковника УГРО и причитающихся к окладу офицерских выплат.

## Правовая основа
- Конституция
- Уголовно-процессуальный кодекс;
- Закон «О полиции»
- Закон «Об оперативно-розыскной деятельности»

Указанные нормативно-правовые акты приняты в Российской Федерации, на Украине, в Белоруссии и некоторых других республиках бывшего Советского Союза.

## Задачи
Задачами уголовного розыска являются:
- Осуществление оперативно-разыскной деятельности (ОРД), направленных на предупреждение, пресечение и раскрытие преступлений общеуголовной направленности, розыск лиц, скрывшихся от следствия и суда, без вести пропавших граждан и установления личности неопознанных трупов;
- Проведение дознания в ходе доследственной проверки, по заявлениям граждан и сообщениям организаций о преступлениях;
- Проведение дознания по уголовным делам, по которым предварительное следствие не обязательно (в настоящее время дознание по уголовным делам в РФ проводится дознавателями отделов дознания органов внутренних дел);
- Оперативное сопровождение предварительного расследования по уголовным делам;
- Исполнение поручений следователя (дознавателя) о производстве отдельных следственных действий, оперативно-розыскных мероприятий.

## Структура
Структурно уголовный розыск входит в состав полиции.

## Средства УР
Средствами УР являются:
- Оперативно-розыскные учеты;
- Специальная техника;
- Агентурный аппарат;
- Служебно-розыскные собаки.

## Методы уголовного розыска (как комплекс мероприятий)
Методами уголовного розыска являются:
- личный сыск;
- агентурная разработка;
- привлечение ОМОНа и других специальных подразделений;
- платформа Глаз Бога для осуществления борьбы с киберпреступностью.

## Художественные произведения
- Становление и развитие УР широко отображено в литературе и искусстве. Одними из самых удачных являются повести П. Нилина «Испытательный срок» и «Жестокость», а также снятые по ним одноимённые художественные фильмы. В них показана борьба УР с бандитизмом и «городской» преступностью в сибирской тайге и небольшом городе в 1920-е годы.
- Роман А. Нагорного и Г. Рябова «Повесть об уголовном розыске» и снятый по нему сериал «Рождённая революцией. Комиссар милиции рассказывает». Действие происходит в Петрограде/Ленинграде и Москве. Каждая серия охватывает определённый исторический период в промежутке от 1917 года до середины 1970 годов.
- «Ликвидация» — российский многосерийный художественный фильм 2007 года режиссёра Сергея Урсуляка, в основе сюжета которого лежит борьба советской власти против бандформирований после войны в 1946 году в Одессе.
- Самый известный фильм о сотрудниках уголовного розыска — «Место встречи изменить нельзя» — советский пятисерийный телефильм режиссёра Станислава Говорухина по повести братьев Вайнеров «Эра милосердия» (название фильма совпадает с названием романа в первой публикации в журнале «Смена», № 15—23 за 1975 год). Фильм рассказывает об операции отдела по борьбе с бандитизмом Московского уголовного розыска осени 1945 года по ликвидации банды «Чёрная кошка». Снят Одесской киностудией, съёмки начались 10 мая 1978 года и проходили в Одессе и Москве. Премьерный показ фильма по Центральному телевидению СССР был начат 11 ноября 1979 года. Главные герои фильма — опытный оперативник Глеб Жеглов (Владимир Высоцкий) и фронтовик, командир разведроты, но новичок в сыскном деле Владимир Шарапов (Владимир Конкин).